# Lunatycy (film 1959)
Lunatycy – polski film obyczajowy z 1959 roku.

## Fabuła
Film jest studium obyczajowym grupy wykolejonej młodzieży. Akcja toczy się w Warszawie w latach pięćdziesiątych XX wieku. Banda młodocianych chuliganów podczas bójki ciężko rani przechodnia, któremu grozi utrata wzroku. Jeden z nich, Romek, wzięty zostaje przez pomyłkę za obrońcę i jego zeznania pozwalają wyjść bandytom z opresji. Historią Romka interesuje się dziennikarka Basia Witecka. Pomiędzy nią i chłopcem rodzi się uczucie. Romek jednak wie, że z chwilą odzyskania wzroku przez pobitego prawda wyjdzie na jaw. Również pozostali członkowie bandy, bojąc się o swoje bezpieczeństwo, postanawiają porwać rannego ze szpitala. Romek jednak chce skończyć z chuligańską przeszłością i staje w jego obronie.

## Główne role
- Zofia Marcinkowska (dziennikarka Basia Witecka),
- Stanisław Jasiukiewicz (Piotr Nowak),
- Andrzej Nowakowski (Roman Kurowski),
- Ludwik Pak (Tolek),
- Tadeusz Morawski (Edek),
- Maciej Rayzacher (Dziunio),
- Marian Beczkowski (Wacuś),
- Jadwiga Andrzejewska (sąsiadka Kurowskich),
- Alicja Barska (Róża, znajoma ojca Romana),
- Leszek Herdegen (sierżant MO),
- Stanisław Holly (doktor Rutkiewicz)